# نيكو بيروني
نيكو بيروني (بالإيطالية: Nico Perrone)‏ هو مؤرخ وصحفي إيطالي، ولد في 27 أبريل 1935 في باري في إيطاليا.